# Labarthe-sur-Lèze
Pour les articles homonymes, voir Labarthe.
Labarthe-sur-Lèze est une commune française située dans le nord du département de la Haute-Garonne, en région Occitanie. 
Ses habitants sont appelés les Labarthais, Labarthaises.
Sur le plan historique et culturel, la commune est dans le Lauragais, l'ancien « Pays de Cocagne », lié à la fois à la culture du pastel et à l’abondance des productions, et de « grenier à blé du Languedoc ». Exposée à un climat océanique altéré, elle est drainée par l'Ariège, la Lèze, le ruisseau de la Hière et par divers autres petits cours d'eau. La commune possède un patrimoine naturel remarquable : un site Natura 2000 (« Garonne, Ariège, Hers, Salat, Pique et Neste »), deux espaces protégés (« la Garonne, l'Ariège, l'Hers Vif et le Salat » et la réserve naturelle régionale Confluence Garonne-Ariège) et deux zones naturelles d'intérêt écologique, faunistique et floristique.
Labarthe-sur-Lèze est une commune urbaine qui compte 6 467 habitants en 2022, après avoir connu une forte hausse de la population depuis 1975. Elle appartient à l'unité urbaine de Toulouse et fait partie de l'aire d'attraction de Toulouse.

## Géographie

### Localisation
La commune de Labarthe-sur-Lèze se trouve dans le département de la Haute-Garonne, en région Occitanie.
Elle se situe à 17 km à vol d'oiseau de Toulouse, préfecture du département, à 6 km de Muret, sous-préfecture, et à 8 km de Portet-sur-Garonne, bureau centralisateur du canton de Portet-sur-Garonne dont dépend la commune depuis 2015 pour les élections départementales.
La commune fait en outre partie du bassin de vie de Toulouse.
Les communes les plus proches sont : 
Villate (2,6 km), Clermont-le-Fort (2,7 km), Vernet (3,3 km), Pins-Justaret (3,4 km), Venerque (4,1 km), Goyrans (4,2 km), Lagardelle-sur-Lèze (4,5 km), Eaunes (5,0 km).
Sur le plan historique et culturel, Labarthe-sur-Lèze fait partie du pays toulousain, une ceinture de plaines fertiles entrecoupées de bosquets d'arbres, aux molles collines semées de fermes en briques roses, inéluctablement grignotée par l'urbanisme des banlieues.
Labarthe-sur-Lèze est limitrophe de sept autres communes.
Les communes limitrophes sont  Clermont-le-Fort, Eaunes, Goyrans, Lagardelle-sur-Lèze, Pins-Justaret, Vernet et Villate.
| Villate | Pins-Justaret       | Goyrans          |
|         | Labarthe-sur-Lèze   | Clermont-le-Fort |
| Eaunes  | Lagardelle-sur-Lèze | Vernet           |

### Géologie
La commune de Labarthe-sur-Lèze est établie dans les plaines de l'Ariège et de la Lèze à leur confluence.
La superficie de la commune est de 1 043 hectares ; son altitude varie de 151  à   173 mètres.

### Hydrographie

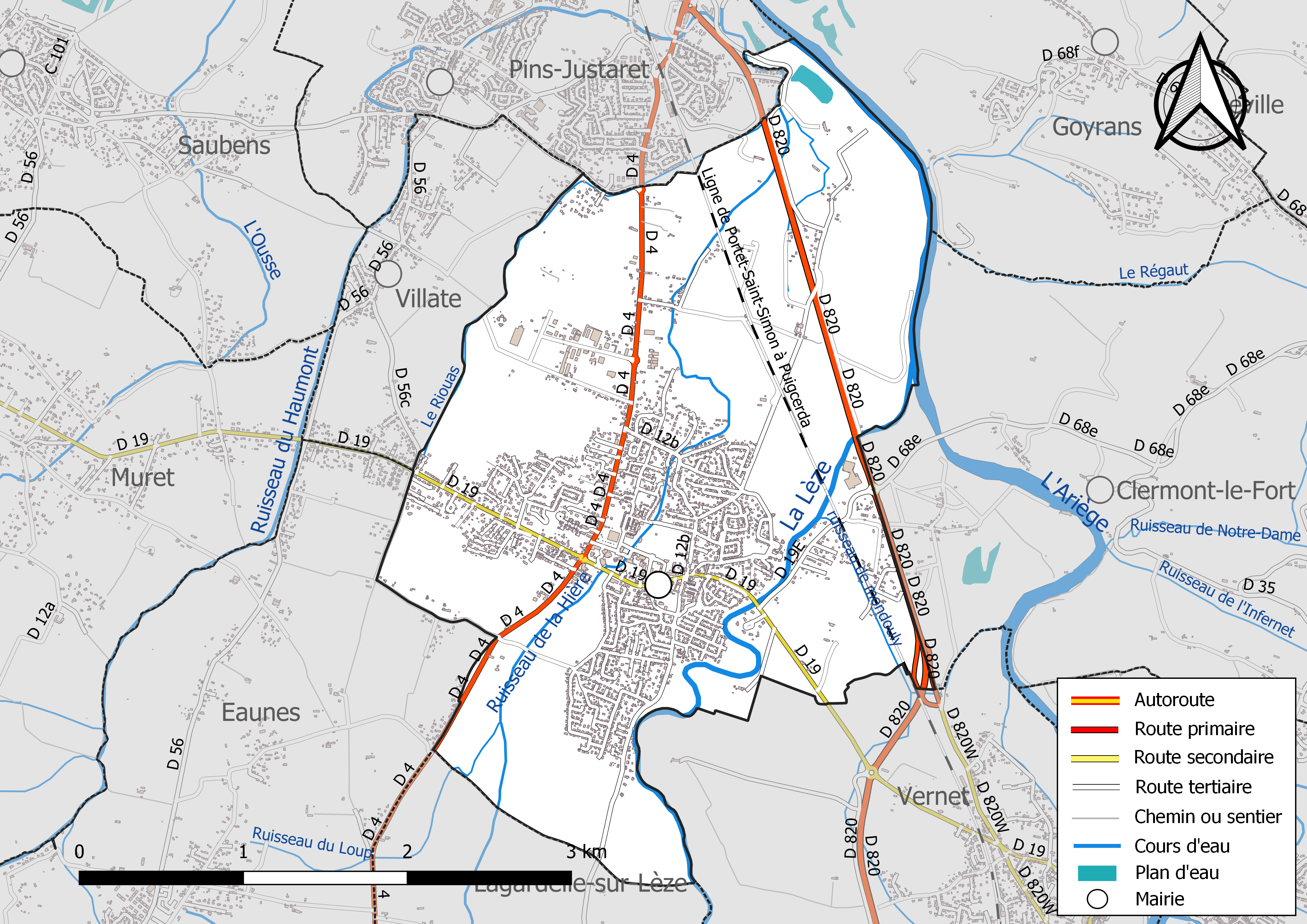
Réseaux hydrographique et routier de Labarthe-sur-Lèze.

La commune est dans le bassin de la Garonne, au sein du bassin hydrographique Adour-Garonne. Elle est drainée par l'Ariège, la Lèze, le ruisseau de la Hière, le Régaut, le Riouas, le Rival, le ruisseau du Loup et par deux petits cours d'eau, constituant un réseau hydrographique de 16 km de longueur totale,.

### Climat
Pour des articles plus généraux, voir Climat de l'Occitanie et Climat de la Haute-Garonne.
En 2010, le climat de la commune est de type climat du Bassin du Sud-Ouest, selon une étude s'appuyant sur une série de données couvrant la période 1971-2000. En 2020, Météo-France publie une typologie des climats de la France métropolitaine dans laquelle la commune est exposée à un climat océanique altéré et est dans la région climatique Aquitaine, Gascogne, caractérisée par une pluviométrie abondante au printemps, modérée en automne, un faible ensoleillement au printemps, un été chaud (19,5 °C), des vents faibles, des brouillards fréquents en automne et en hiver et des orages fréquents en été (15 à 20 jours).
Pour la période 1971-2000, la température annuelle moyenne est de 13,4 °C, avec une amplitude thermique annuelle de 15,8 °C. Le cumul annuel moyen de précipitations est de 710 mm, avec 9 jours de précipitations en janvier et 5 jours en juillet. Pour la période 1991-2020, la température moyenne annuelle observée sur la station météorologique la plus proche, située sur la commune de Cugnaux à 11 km à vol d'oiseau, est de 14,3 °C et le cumul annuel moyen de précipitations est de 635,7 mm,. Pour l'avenir, les paramètres climatiques de la commune estimés pour 2050 selon différents scénarios d’émission de gaz à effet de serre sont consultables sur un site dédié publié par Météo-France en novembre 2022.

### Milieux naturels et biodiversité

#### Espaces protégés
La protection réglementaire est le mode d’intervention le plus fort pour préserver des espaces naturels remarquables et leur biodiversité associée,.
Deux espaces protégés sont présents sur la commune : 
- « la Garonne, l'Ariège, l'Hers Vif et le Salat », objet d'un arrêté de protection de biotope, d'une superficie de 1 658,7 ha[18] ;
- la réserve naturelle régionale Confluence Garonne-Ariège, classée en 2015, d'une superficie de 587 ha, qui constitue un lieu patrimonial d’exception en termes écologique et biologique, d’intérêt régional, voire national dans un contexte périurbain prononcé. Parmi les espèces floristiques remarquables, on trouve entre autres, l’utriculaire élevée et le jonc fleuri (espèces affiliées aux zones humides), le silène de France et le grand muflier (inféodées aux milieux prairiaux secs et pauvres), le peigne de Vénus et la nigelle de France (pour les espaces agricoles limitrophes)[19],[20].

#### Réseau Natura 2000

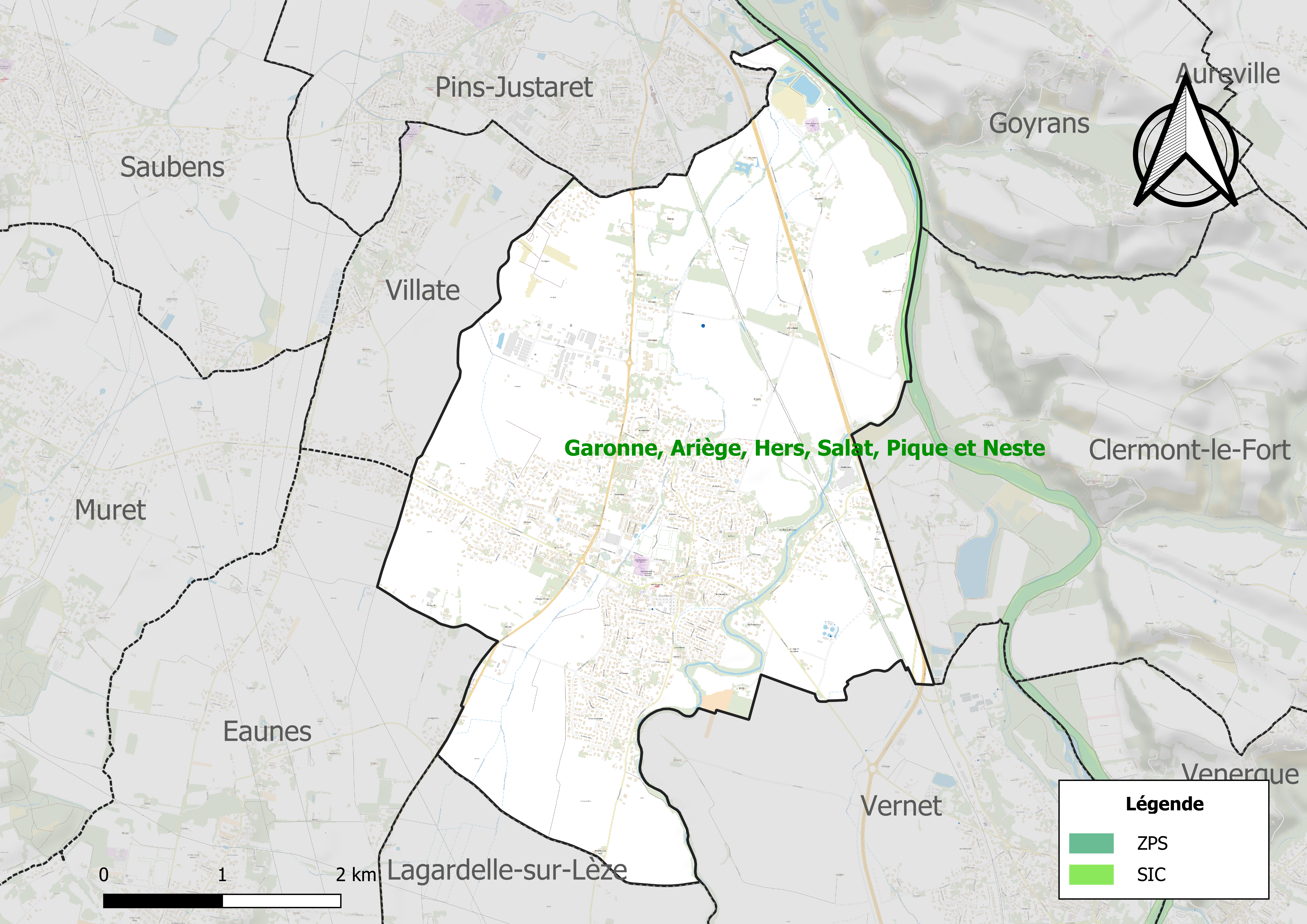
Site Natura 2000 sur le territoire communal.

Le réseau Natura 2000 est un réseau écologique européen de sites naturels d'intérêt écologique élaboré à partir des directives habitats et oiseaux, constitué de zones spéciales de conservation (ZSC) et de zones de protection spéciale (ZPS).
Un site Natura 2000 a été défini sur la commune au titre de la directive habitats : « Garonne, Ariège, Hers, Salat, Pique et Neste », d'une superficie de 9 581 ha, un réseau hydrographique pour les poissons migrateurs (zones de frayères actives et potentielles importantes pour le Saumon en particulier qui fait l'objet d'alevinages réguliers et dont des adultes atteignent déjà Foix sur l'Ariège.

#### Zones naturelles d'intérêt écologique, faunistique et floristique

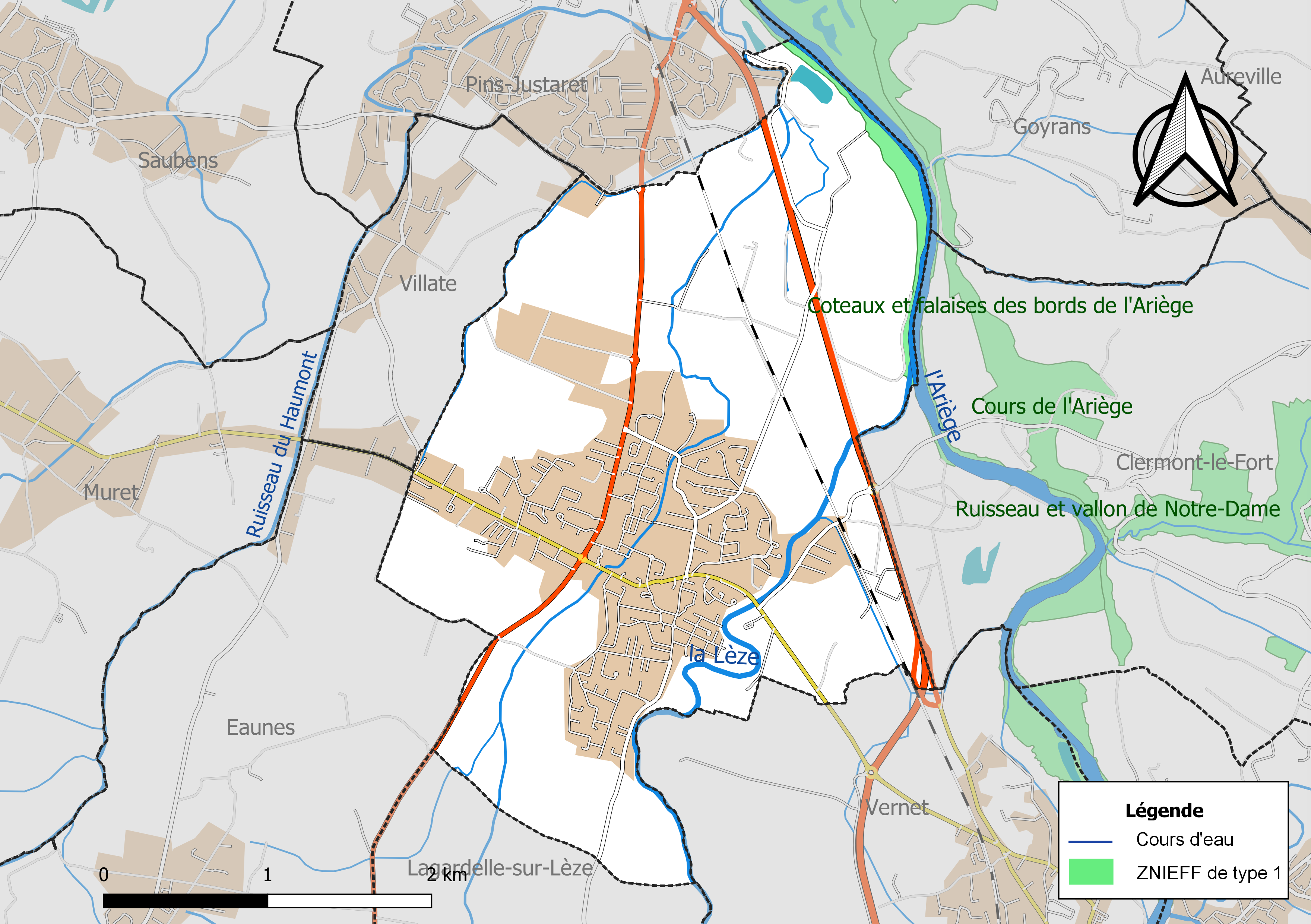
Carte de la ZNIEFF de type 1 localisée sur la commune.

L’inventaire des zones naturelles d'intérêt écologique, faunistique et floristique (ZNIEFF) a pour objectif de réaliser une couverture des zones les plus intéressantes sur le plan écologique, essentiellement dans la perspective d’améliorer la connaissance du patrimoine naturel national et de fournir aux différents décideurs un outil d’aide à la prise en compte de l’environnement dans l’aménagement du territoire.
Une ZNIEFF de type 1 est recensée sur la commune :
le « cours de l'Ariège » (1 341 ha), couvrant 56 communes dont 43 dans l'Ariège et 13 dans la Haute-Garonne et une ZNIEFF de type 2, : 
« l'Ariège et ripisylves » (1 975 ha), couvrant 56 communes dont 43 dans l'Ariège et 13 dans la Haute-Garonne.

## Urbanisme

### Typologie
Au 1er janvier 2024, Labarthe-sur-Lèze est catégorisée ceinture urbaine, selon la nouvelle grille communale de densité à sept niveaux définie par l'Insee en 2022.
Elle appartient à l'unité urbaine de Toulouse, une agglomération inter-départementale regroupant 81  communes, dont elle est une commune de la banlieue,,. Par ailleurs la commune fait partie de l'aire d'attraction de Toulouse, dont elle est une commune de la couronne,. Cette aire, qui regroupe 527 communes, est catégorisée dans les aires de 700 000 habitants ou plus (hors Paris),.

### Occupation des sols

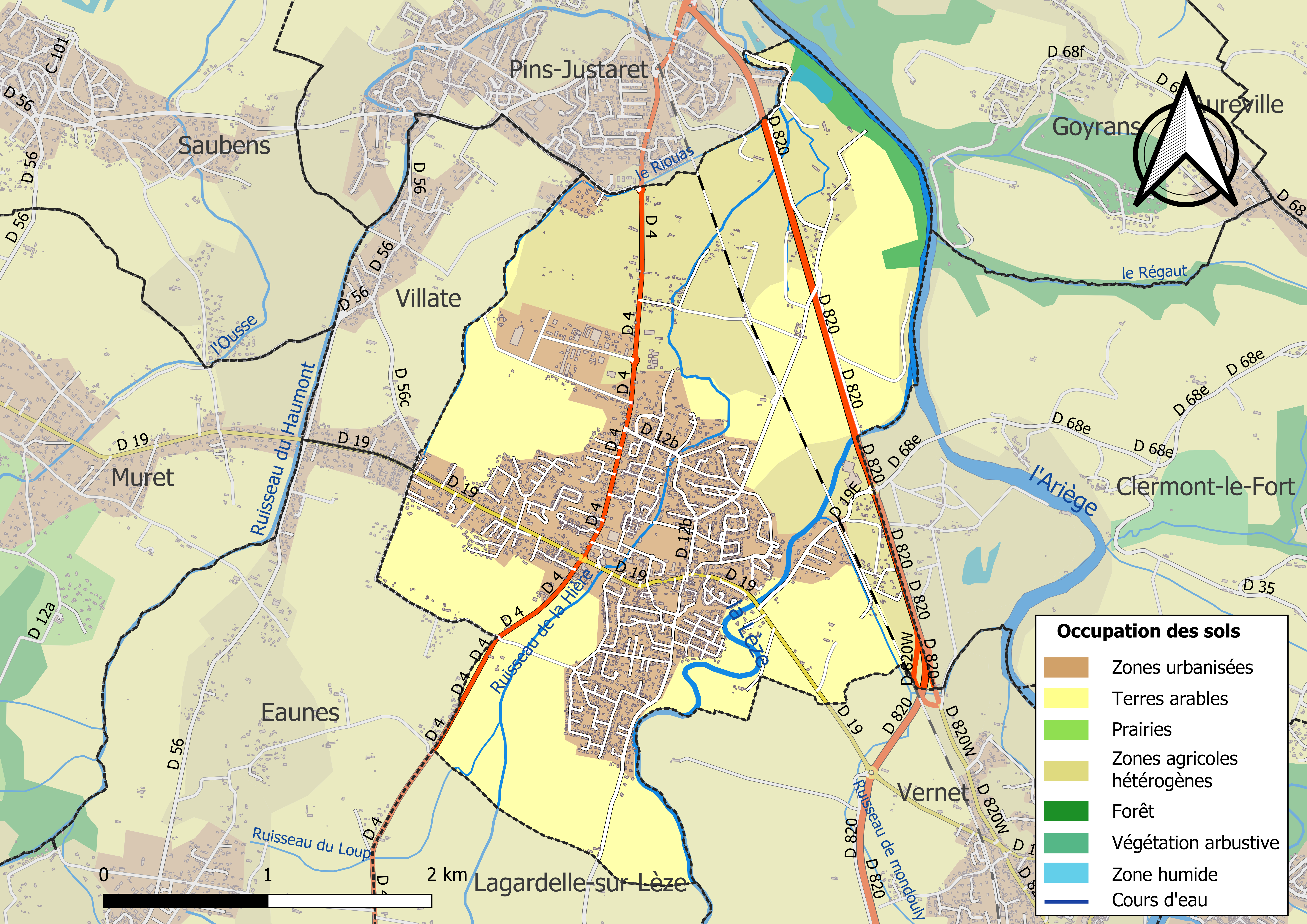
Carte des infrastructures et de l'occupation des sols de la commune en 2018 (CLC).

L'occupation des sols de la commune, telle qu'elle ressort de la base de données européenne d’occupation biophysique des sols Corine Land Cover (CLC), est marquée par l'importance des territoires agricoles (66,6 % en 2018), en diminution par rapport à 1990 (76,7 %). La répartition détaillée en 2018 est la suivante : 
terres arables (43,3 %), zones urbanisées (27,8 %), zones agricoles hétérogènes (23,2 %), zones industrielles ou commerciales et réseaux de communication (3,2 %), forêts (2,4 %). L'évolution de l’occupation des sols de la commune et de ses infrastructures peut être observée sur les différentes représentations cartographiques du territoire : la carte de Cassini (XVIIIe siècle), la carte d'état-major (1820-1866) et les cartes ou photos aériennes de l'IGN pour la période actuelle (1950 à aujourd'hui).

### Lieux-dits
Labarthette, Ponchou, Cailhabat.

### Voies de communication et transports
La ligne 316 du réseau Tisséo relie la gare de Muret à la gare de Portet-Saint-Simon, toutes deux desservies par la ligne D en direction de Toulouse-Matabiau, en desservant le centre de la commune, la ligne 318 du réseau Arc-en-Ciel relie le centre de la commune à la gare routière de Toulouse depuis Mazères, la ligne 319 relie la commune à la gare routière de Toulouse également depuis Saverdun et la ligne 358 relie la commune à la gare routière de Toulouse depuis Saint-Ybars.
- Par la route : route (D 820), ex route nationale 20.

- Par le train SNCF : en gare de Pins-Justaret ou en gare de Venerque - Le Vernet par TER Midi-Pyrénées sur la ligne de Portet-Saint-Simon à Puigcerda (frontière).
- Par l'avion : aéroport Toulouse-Blagnac.

### Risques majeurs
Le territoire de la commune de Labarthe-sur-Lèze est vulnérable à différents aléas naturels : météorologiques (tempête, orage, neige, grand froid, canicule ou sécheresse), inondations, mouvements de terrains et séisme (sismicité très faible). Il est également exposé à un risque technologique, la rupture d'un barrage. Un site publié par le BRGM permet d'évaluer simplement et rapidement les risques d'un bien localisé soit par son adresse soit par le numéro de sa parcelle.

#### Risques naturels
Certaines parties du territoire communal sont susceptibles d’être affectées par le risque d’inondation par débordement de cours d'eau, notamment la Lèze. La commune a été reconnue en état de catastrophe naturelle au titre des dommages causés par les inondations et coulées de boue survenues en 1982, 1992, 1993, 1999, 2000, 2009 et 2022,.

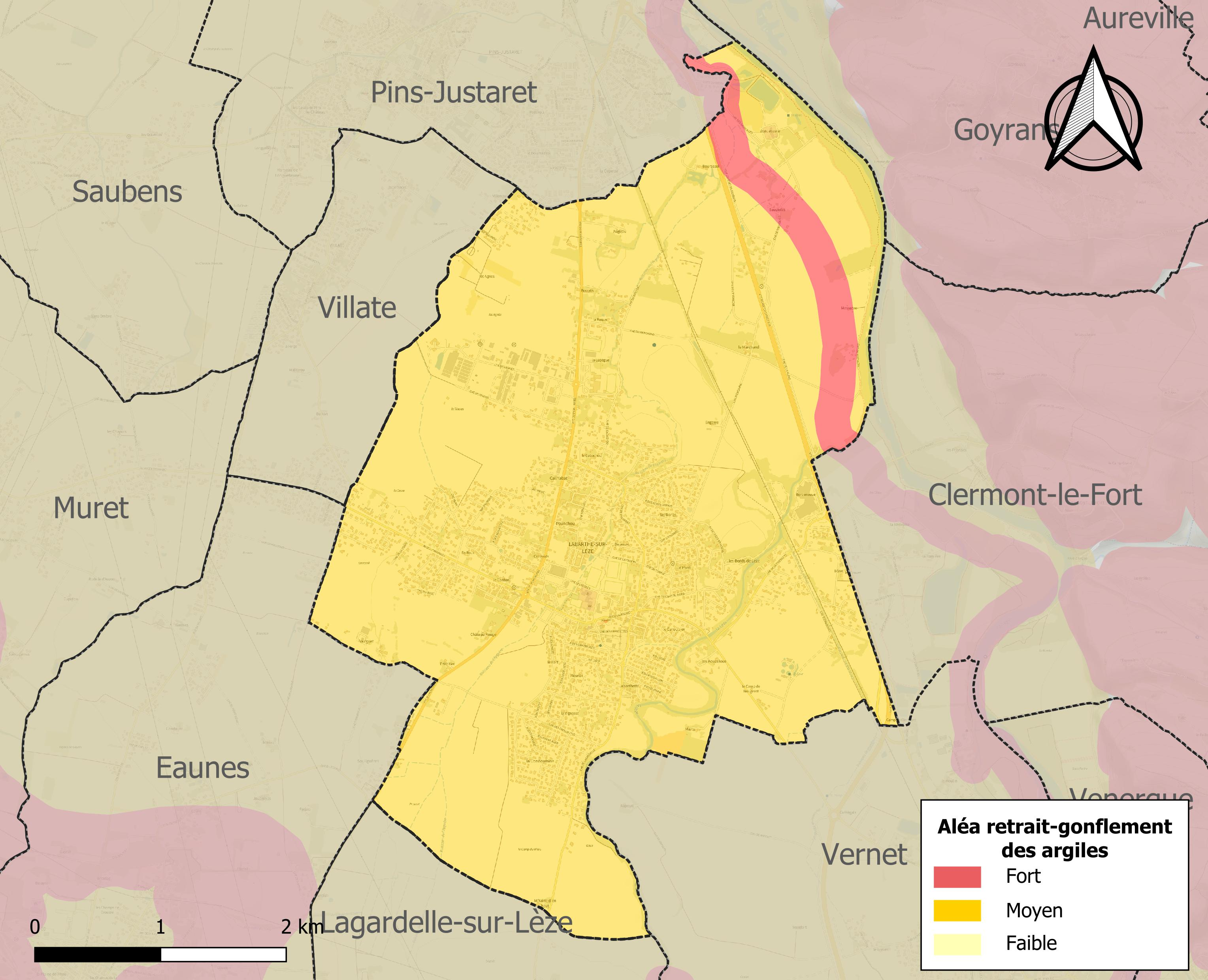
Carte des zones d'aléa retrait-gonflement des sols argileux de Labarthe-sur-Lèze.

La commune est vulnérable au risque de mouvements de terrains constitué principalement du retrait-gonflement des sols argileux. Cet aléa est susceptible d'engendrer des dommages importants aux bâtiments en cas d’alternance de périodes de sécheresse et de pluie. La totalité de la commune est en aléa moyen ou fort (88,8 % au niveau départemental et 48,5 % au niveau national). Sur les 2 043 bâtiments dénombrés sur la commune en 2019, 2 043 sont en aléa moyen ou fort, soit 100 %, à comparer aux 98 % au niveau départemental et 54 % au niveau national. Une cartographie de l'exposition du territoire national au retrait gonflement des sols argileux est disponible sur le site du BRGM,.
Par ailleurs, afin de mieux appréhender le risque d’affaissement de terrain, l'inventaire national des cavités souterraines permet de localiser celles situées sur la commune.
Concernant les mouvements de terrains, la commune a été reconnue en état de catastrophe naturelle au titre des dommages causés par la sécheresse en 1990, 2003, 2011, 2015, 2016, 2017 et 2020 et par des mouvements de terrain en 1999.

#### Risques technologiques
La commune est en outre située en aval des barrages de Montbel (Ariège), de Gnioure, de Naguilhes (Ariège), de Laparan (Ariège) et de Soulcem (Ariège). À ce titre elle est susceptible d’être touchée par l’onde de submersion consécutive à la rupture d'un de ces ouvrages.

## Toponymie
Le nom de Labarthe sur Lèze n'apparaît que très tard sous sa forme actuelle, son nom occitan, bien que peu utilisé tel quel, est indéniablement : Barta de Lesa.
La variété des sols est grande dans l'espace défini par l'aire languedocienne. Il est courant que les noms de lieux soient liés à la végétation générée par le substrat et l'environnement immédiat. La commune doit son nom aux vastes forêts qui recouvraient la quasi-totalité de son territoire. Ainsi « barta », qui signifie en occitan « broussaille », « buisson », « hallier », désigne une terre défrichée gagnée sur la forêt et difficile à cultiver.
Les communes du même nom sont très nombreuses dans cette région, c'est pourquoi, en 1899, on les distinguera par une indication supplémentaire, ici la situation sur la rivière Lèze, lesa en occitan, qui désigne un cours d'eau capricieux.
L'article « la » marque la « francisation » des noms des lieux par les cartographes français du XIXe siècle.

## Histoire
Labarthe fait partie de ces hameaux ruraux qui s’inscrivaient dans le tissu socio-économique gallo-romain autour de Toulouse. Des vestiges retrouvés dans la terre attestent l'existence de Labarthe à cette époque.
Au Xe siècle, la féodalité s’installe avec, notamment, les seigneurs de Clarmont et de Louzic, puis au XVe siècle la famille Ysalguier, viendront ensuite les Rochechouart, pour ne citer que les principaux.
Le 30 octobre 1792, quelques jours après la proclamation de la Première république, les citoyens de La Barthe procèdent à l’élection du premier conseil général républicain de la commune.
Avec l'apparition des hippomobiles, puis des automobiles, de gros travaux de voiries sont entrepris, suivis, au XIXe siècle, par la construction de la voie ferrée Toulouse-Foix. La mise en place de nouveaux moyens de communication a ouvert bien des horizons à la classe rurale, souvent en surnombre. La baisse démographique enregistrée en 1901 est significative à cet égard : la commune cette année-là ne compte plus que 515 habitants.

### Héraldique
| Blason de Labarthe-sur-Lèze | Blason  | Taillé : au 1er mi-taillé d’azur à la croix cléchée, vidée et pommetée de douze pièces d'argent, au 2e mi-taillé d’argent à l'arbre d'azur posé sur une tierce ondée d’azur. |
| Blason de Labarthe-sur-Lèze | Détails | Le statut officiel du blason reste à déterminer. |

## Politique et administration

### Administration municipale
Le nombre d'habitants au recensement de 2017 étant compris entre 5 000 habitants et 9 999 habitants, le nombre de membres du conseil municipal pour l'élection de 2020 est de vingt-neuf,.

### Rattachements administratifs et électoraux
Labarthe-sur-Lèze est une commune adhérente à la communauté d'agglomération du Muretain Agglo.
La commune fait partie de la neuvième circonscription de la Haute-Garonne depuis le redécoupage électoral de 2010.

### Jumelages
- Breda di Piave (Italie)

## Démographie
| 1793 | 1800 | 1806 | 1821 | 1831 | 1836 | 1841 | 1846 | 1851 |
| ---- | ---- | ---- | ---- | ---- | ---- | ---- | ---- | ---- |
| 422  | 426  | 428  | 563  | 549  | 575  | 547  | 609  | 605  |

| 1856 | 1861 | 1866 | 1872 | 1876 | 1881 | 1886 | 1891 | 1896 |
| ---- | ---- | ---- | ---- | ---- | ---- | ---- | ---- | ---- |
| 587  | 584  | 575  | 523  | 514  | 531  | 549  | 544  | 535  |

| 1901 | 1906 | 1911 | 1921 | 1926 | 1931 | 1936 | 1946 | 1954 |
| ---- | ---- | ---- | ---- | ---- | ---- | ---- | ---- | ---- |
| 515  | 538  | 509  | 500  | 503  | 507  | 477  | 460  | 527  |

| 1962 | 1968 | 1975  | 1982  | 1990  | 1999  | 2006  | 2011  | 2016  |
| ---- | ---- | ----- | ----- | ----- | ----- | ----- | ----- | ----- |
| 518  | 810  | 1 672 | 2 110 | 3 772 | 4 632 | 4 758 | 4 949 | 5 838 |

| 2021  | 2022  | - | - | - | - | - | - | - |
| ----- | ----- | - | - | - | - | - | - | - |
| 6 415 | 6 467 | - | - | - | - | - | - | - |

| selon la population municipale des années : | 1968 | 1975 | 1982 | 1990 | 1999 | 2006 | 2009 | 2013 |
| Rang de la commune dans le département      | 99   | 54   | 50   | 34   | 35   | 39   | 42   | 43   |
| Nombre de communes du département           | 592  | 582  | 586  | 588  | 588  | 588  | 589  | 589  |

## Économie

### Revenus
En 2018  (données Insee publiées en septembre 2021), la commune compte 2 480 ménages fiscaux, regroupant 6 200 personnes. La médiane du revenu disponible par unité de consommation est de 22 780 € (23 140 € dans le département). 55 % des ménages fiscaux sont imposés (55,3 % dans le département).

### Emploi
|                | 2008  | 2013  | 2018  |
| -------------- | ----- | ----- | ----- |
| Commune        | 6 %   | 6,3 % | 8,5 % |
| Département    | 7,7 % | 9,6 % | 9,3 % |
| France entière | 8,3 % | 10 %  | 10 %  |

En 2018, la population âgée de 15 à 64 ans s'élève à 4 041 personnes, parmi lesquelles on compte 76,8 % d'actifs (68,3 % ayant un emploi et 8,5 % de chômeurs) et 23,2 % d'inactifs,. Depuis 2008, le taux de chômage communal (au sens du recensement) des 15-64 ans est inférieur à celui de la France et du département.
La commune fait partie de la couronne de l'aire d'attraction de Toulouse, du fait qu'au moins 15 % des actifs travaillent dans le pôle,. Elle compte 1 468 emplois en 2018, contre 1 065 en 2013 et 992 en 2008. Le nombre d'actifs ayant un emploi résidant dans la commune est de 2 801, soit un indicateur de concentration d'emploi de 52,4 % et un taux d'activité parmi les 15 ans ou plus de 62,2 %.
Sur ces 2 801 actifs de 15 ans ou plus ayant un emploi, 548 travaillent dans la commune, soit 20 % des habitants. Pour se rendre au travail, 86,5 % des habitants utilisent un véhicule personnel ou de fonction à quatre roues, 3,9 % les transports en commun, 6,5 % s'y rendent en deux-roues, à vélo ou à pied et 3,2 % n'ont pas besoin de transport (travail au domicile).

### Activités hors agriculture

#### Secteurs d'activités
465 établissements sont implantés  à Labarthe-sur-Lèze au 31 décembre 2019. Le tableau ci-dessous en détaille le nombre par secteur d'activité et compare les ratios avec ceux du département,.
| Secteur d'activité                                                                                        | Commune | Commune | Département |
| Secteur d'activité                                                                                        | Nombre  | %       | %           |
| --- | ------- | ------- | ----------- |
| Ensemble                                                                                                  | 465     | 100 %   | (100 %)     |
| Industrie manufacturière, industries extractives et autres                                                | 25      | 5,4 %   | (5,7 %)     |
| Construction                                                                                              | 93      | 20 %    | (12 %)      |
| Commerce de gros et de détail, transports, hébergement et restauration                                    | 105     | 22,6 %  | (25,9 %)    |
| Information et communication                                                                              | 17      | 3,7 %   | (4,1 %)     |
| Activités financières et d'assurance                                                                      | 11      | 2,4 %   | (3,8 %)     |
| Activités immobilières                                                                                    | 13      | 2,8 %   | (4,2 %)     |
| Activités spécialisées, scientifiques et techniques et activités de services administratifs et de soutien | 62      | 13,3 %  | (19,8 %)    |
| Administration publique, enseignement, santé humaine et action sociale                                    | 97      | 20,9 %  | (16,6 %)    |
| Autres activités de services                                                                              | 42      | 9 %     | (7,9 %)     |

Le secteur du commerce de gros et de détail, des transports, de l'hébergement et de la restauration est prépondérant sur la commune puisqu'il représente 22,6 % du nombre total d'établissements de la commune (105 sur les 465 entreprises implantées  à Labarthe-sur-Lèze), contre 25,9 % au niveau départemental.

#### Entreprises et commerces
Les cinq entreprises ayant leur siège social sur le territoire communal qui génèrent le plus de chiffre d'affaires en 2020 sont : 
- Paul Boye Technologies, autres activités manufacturières n.c.a. (98 849 k€) ;
- Ugo, supermarchés (29 372 k€) ;
- Eole Consulting, conseil en systèmes et logiciels informatiques (9 617 k€) ;
- Societe Nouvelle Climatisation - SNDC, fabrication d'équipements aérauliques et frigorifiques industriels (8 509 k€) ;
- Rcde-France (Reseau Central Distribution Entreprises), commerce de gros (commerce interentreprises) de fournitures et équipements industriels divers (7 443 k€).

### Agriculture
|               | 1988 | 2000 | 2010 | 2020 |
| ------------- | ---- | ---- | ---- | ---- |
| Exploitations | 19   | 7    | 7    | 6    |
| SAU (ha)      | 600  | 604  | 520  | 34   |

La commune est dans « les Vallées », une petite région agricole consacrée à la polyculture sur les plaines et terrasses alluviales qui s’étendent de part et d’autre des sillons marqués par la Garonne et l’Ariège. En 2020, l'orientation technico-économique de l'agriculture  sur la commune est la culture de céréales et/ou d'oléoprotéagineuses. Six exploitations agricoles ayant leur siège dans la commune sont dénombrées lors du recensement agricole de 2020 (19 en 1988). La superficie agricole utilisée est de 34 ha,,.

## Culture locale et patrimoine

### Lieux et monuments
- Église Saint-André.

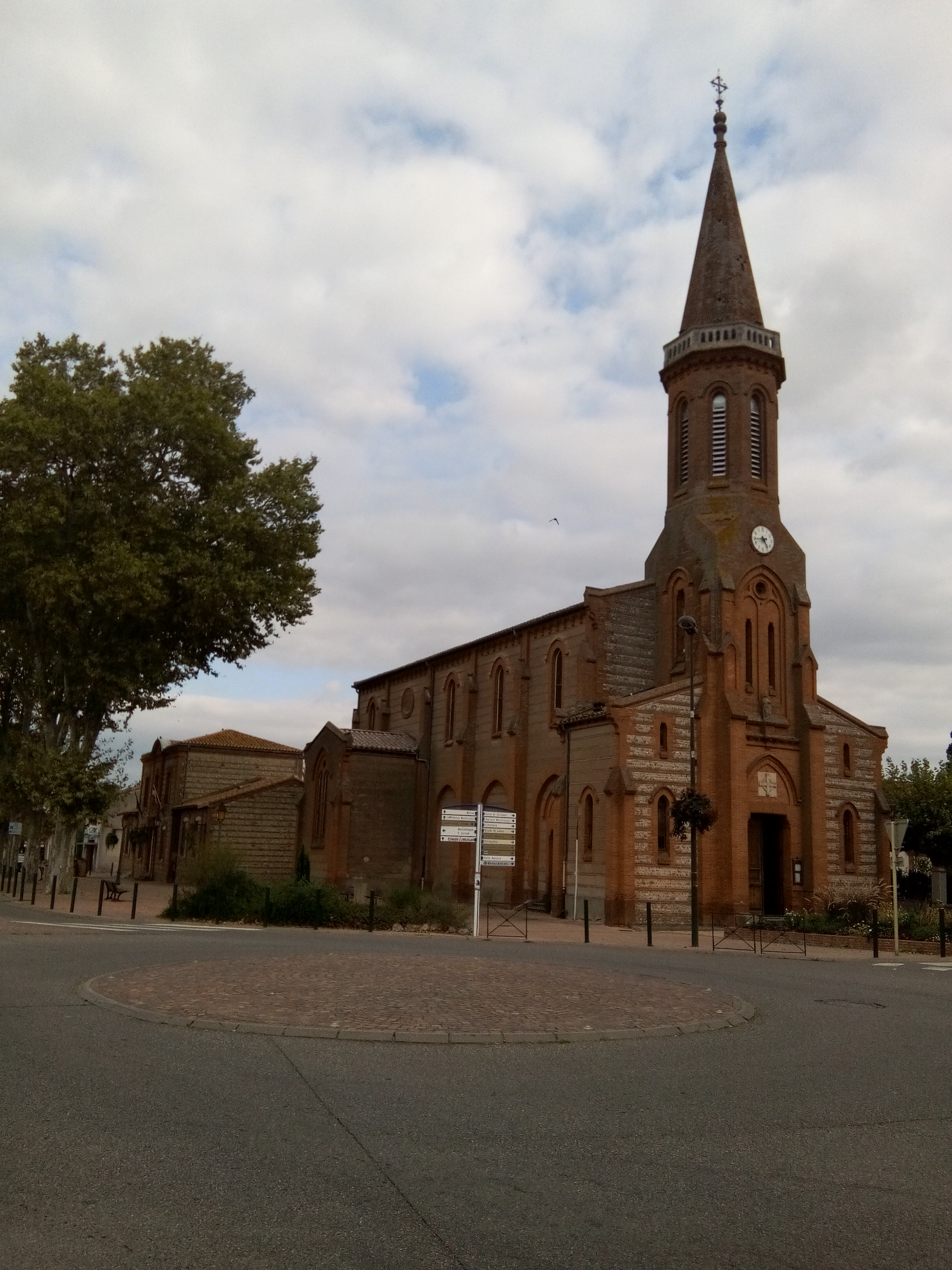
L'église Saint-André.

- La communauté Emmaüs dispose d'une propriété importante dans la localité.
- Réserve naturelle régionale Confluence Garonne-Ariège.

### Personnalités liées à la commune
- Jean-Pierre Caumeil poète et plasticien.
- Angéle de la Barthe
- Tony Moggio

Plusieurs cyclistes professionnels ont résidé dans la commune au cours des années 2000 :
- Stuart O'Grady ;
- Jens Voigt ;
- Henk Vogels.

## Vie pratique

### Enseignement
Labarthe-sur-Lèze fait partie de l'académie de Toulouse.
L'éducation est assurée sur la commune dans une école maternelle (école « Le Petit Ruisseau ») et deux écoles élémentaires (écoles des « 3 moulins » et  « Ayguières ») puis au collège Pierre Mendès-France, enfin sur la commune voisine de Pins-Justaret pour le lycée (lycée Jean-Pierre Vernant).

### Santé
Polyclinique médicale. Ainsi que des infirmiers, des sages-femmes, des médecins généralistes et trois pharmacies...

### Culture
Médiathèque, espace culturel, centre Emmaüs,

### Activités sportives
Rugby à XV : le RC Labarthe-sur-Lèze, finaliste du championnat de France de 3e série en 2015. Basket-Ball ASLB : Association Sportive Labarthaise Basket, créé en 1981. Terrains de tennis, gymnase, football.

### Écologie et recyclage
La collecte et le traitement des déchets des ménages et des déchets assimilés ainsi que la protection et la mise en valeur de l'environnement se font dans le cadre de la communauté d'agglomération du Muretain.

## Pour approfondir